# Pusztaszántói-patak
Apró patak a Cserhát hegységben. Forrása Rétság város déli határán, a 2-es út mellett található iparnegyed mögött keleti irányban van egy ingoványos réten. Felduzzasztott vize táplálja a Pusztaszántói 4 db horgásztavat. Medre szinte nyílegyenesen halad Felsőpetény felé, ahol a Lókos-patak-ba folyik. Csapadékosabb időben 1-1 időszakos patak vízét is magába fogadja.

## Part menti települések
Rétság, Felsőpetény